# Conscience artificielle
La conscience artificielle, également appelée conscience des machines, conscience synthétique ou conscience numérique ou encore sentience artificielle, est la conscience supposée émergente ou possible en intelligence artificielle ; c'est aussi le domaine d'étude correspondant qui vise à découvrir, comprendre, modéliser et tester la potentielle conscience d'intelligences artificielles. Ce champ de recherche s'appuie sur la philosophie de l'esprit, la philosophie de l'intelligence artificielle, les sciences cognitives et les neurosciences. Il fait intervenir des expériences de pensée telles que celle du spectre inversé, de l'argument de la connaissance, du zombie philosophique ou encore de la chambre chinoise.
Le terme « conscience » a diverses significations : il fait notamment souvent référence à la notion de sentience, qui est la capacité à ressentir des émotions ou des sensations (par exemple le plaisir, ou la perception d'une couleur comme le rouge). Certains philosophes considèrent qu'un cerveau humain émulé sur une machine serait sentient au même titre que l'équivalent biologique. Cette notion recouvre parfois celle de « sensibilité », pour spécifiquement désigner la conscience phénoménale (la capacité de ressentir des qualia). La sensibilité implique une capacité d’expérimenter des états mentaux éthiquement positifs ou négatifs (c’est-à-dire valorisés) ; elle peut donc justifier des préoccupations en matière de bien-être et de protection juridique, comme pour les animaux.
Certains chercheurs pensent que la conscience est une propriété générée par l’interopérabilité de diverses parties du cerveau, via des mécanismes appelés « corrélats neuronaux » de la conscience ou NCC. Certains pensent aussi que la construction d’un système (par exemple, un système informatique) capable d’émuler cette interopérabilité NCC donnerait naissance à un système conscient.

## Points de vue philosophiques
La littérature philosophique distingue plusieurs types de conscience, dont la conscience « d'accès » et la conscience « phénoménale ».
- La conscience d'accès concerne les aspects de l'expérience qui permettent d'agir rationnellement. Selon David Chalmers, une information consciente en ce sens est « directement disponible pour un contrôle global », c'est-à-dire qu'elle est directement accessible pour guider une large gamme de comportements[6].
- La conscience phénoménale[7], ou sentience, fait référence à la capacité à ressentir des sensations ou des émotions. Ces ressentis sont appelés qualia ou « expériences subjectives » en philosophie de l'esprit[8],[9].

Selon Kristina Šekrst, des termes anthropomorphisants tels que « hallucination » peuvent masquer d’importantes différences ontologiques entre la cognition artificielle et la cognition humaine ; et bien que les LLM puissent produire des résultats de type humain, cela ne justifie pas de leur attribuer des états mentaux ou une conscience. Elle préconise un cadre épistémologique (tel que le fiabilisme) qui reconnaît la nature distincte de la production de connaissances de l’IA. Elle suggère que la compréhension apparente dans les LLM pourrait être une forme sophistiquée d’hallucination de l’IA. Elle se demande également ce qui se passerait si un LLM était formé sans aucune mention de conscience.
David Chalmers distingue le problème « difficile » de la conscience des problèmes « faciles ». Les problèmes faciles de la conscience consistent à expliquer les fonctions mentales qu'on peut observer et mesurer, comme la capacité à reconnaître des objets ou à parler de nos pensées. On peut, au moins en théorie, les étudier empiriquement en examinant le fonctionnement du cerveau. Le problème difficile, lui, concerne la conscience phénoménale et est plus mystérieux : il s'agit de comprendre pourquoi et comment surviennent les expériences subjectives, telles que la souffrance.

### Débat sur la plausibilité
Les théoriciens de l'identité esprit-cerveau et d'autres sceptiques soutiennent que la conscience ne peut être réalisée que dans des systèmes physiques particuliers parce que la conscience a des propriétés qui dépendent nécessairement de la constitution physique,.
Selon Giorgio Buttazzo, une objection courante à la conscience artificielle est que « Travaillant en mode entièrement automatisé, ils [les ordinateurs] ne peuvent pas faire preuve de créativité, [...], d'émotions ou de libre arbitre. Un ordinateur, comme une machine à laver, est un esclave actionné par ses composants. ».
Selon les fonctionnalistes et les computationnalistes cependant, la sentience émerge de certains types de « rôles causaux » (ou autrement dit, certains types de traitement de l'information). Peu importe alors que le support physique de ces rôles causaux soit biologique ou non.
L'idée que l'IA ne puisse pas en théorie être sentiente est souvent confrontée à la question de ce que le cerveau aurait de si spécial. Le cerveau humain peut en effet être comparé à une machine biologique, basée sur des opérations élémentaires entre neurones. Selon les fonctionnalistes, il serait étrange que ce soit la composition chimique des neurones dans le cerveau, indépendamment de leur fonction dans le traitement de l'information, qui cause la sentience. Ce type d'objections a donné lieu à l'utilisation de l'expression « chauvinisme du carbone » (carbon chauvinism), pour tourner en dérision l'idée que la matière organique, basée sur le carbone, serait essentielle à la sentience. Ainsi, selon David Pearce, « la croyance que des systèmes non biologiques de traitement de l'information ne puissent pas héberger la conscience est arbitraire. C'est un chauvinisme du carbone non justifié. »
David Chalmers estime que le fonctionnalisme ne suffit pas à expliquer pourquoi survient le ressenti subjectif, mais il s'accorde avec le fonctionnalisme pour dire que le ressenti subjectif est néanmoins déterminé par les rôles causaux, et donc qu'une machine implémentant les mêmes rôles causaux qu'un être sentient serait également sentiente. Il va même jusqu'à affirmer que des systèmes « fonctionnellement isomorphes » (ayant la même organisation fonctionnelle à un niveau de détail suffisant, c'est-à-dire traitant l'information de la même manière) auront des expériences subjectives qualitativement identiques (par exemple, la même perception de la couleur rouge). Il a proposé l'expérience de pensée du fading qualia (« qualia qui s'estompe ») et du dancing qualia (« qualia dançant ») pour illustrer ce point.
Chalmers ajoute qu'il n'est pas nécessaire d'être aussi intelligent que l'humain pour être sentient (d'autres animaux moins intelligents sont consensuellement considérés comme sentients). Pour lui, les modèles actuels d'IA ne sont probablement pas sentients, mais il n'y a pas d'obstacle théorique à ce que de futurs systèmes le soient,.

### Éthique
Si l'on soupçonne que des machines sont sentientes, de même que pour les animaux, cela peut soulever des questions morales sur leur bien-être et leurs droits. Mais la question de la conscience artificielle restant encore très abstraite et controversée, ces aspects éthiques ont reçu relativement peu d'attention.

## Méthodes de test

Un des problèmes du test de Turing : il ne teste pas directement l'intelligence mais plutôt la capacité à imiter l'humain. Ce qui implique de devoir reproduire les imperfections du comportement humain et éviter de faire preuve d'une intelligence non-humaine.

La sentience (qui est très similaire aux notions de conscience phénoménale et de qualia), est un phénomène intrinsèquement subjectif. Bien que divers comportements y soient corrélés, il n'existe a priori aucun moyen de tester directement la sentience à la troisième personne. À cause de cela, et parce qu'il n'y a pas de définition empirique de la conscience, il est peut-être impossible de tester la sentience de manière complètement fiable.
La méthode la plus connue pour tester l'intelligence des machines est le test de Turing, rarement utilisé en pratique, notamment car pour être efficace, l'IA devrait imiter les diverses imperfections du comportement humain, et éviter d'être trop intelligente là où l'humain ne l'est pas.
D'autres tests, comme ConsScale, recherchent certaines caractéristiques de systèmes biologiques, ou mesurent le développement cognitif de systèmes artificiels.
En 2014, Victor Argonov a suggéré un test de « non-Turing » pour la conscience artificielle, basé sur la capacité de la machine à produire des jugements philosophiques. Il soutient qu'une machine déterministe doit être considérée comme consciente si elle est capable de produire des jugements sur toutes les propriétés problématiques de la conscience (telles que le qualia), en n'ayant aucune connaissance philosophique innée (préchargée) sur ces questions, aucune discussion philosophique pendant l'apprentissage, et aucun modèle informationnel d'autres créatures dans sa mémoire (de tels modèles peuvent implicitement ou explicitement contenir des connaissances sur la conscience de ces créatures). Cependant, ce test ne peut être utilisé que pour détecter, mais pas pour réfuter l'existence de la conscience. Un résultat positif prouve, selon lui, que la machine est consciente, mais un résultat négatif ne prouve rien. Par exemple, l'absence de jugements philosophiques pourrait être causée par le manque d'intellect de la machine plutôt que par l'absence de conscience.

## Événements récents
En 2021, le philosophe allemand Thomas Metzinger a plaidé pour un moratoire mondial sur la phénoménologie synthétique (une pause sur les tentatives pour créer des IAs sentientes) jusqu'en 2050. Metzinger affirme que les humains ont un devoir de diligence envers toute IA sentiente qu'ils créent, et qu'aller trop vite risque de créer une « explosion de souffrance artificielle ».
En 2022, un ingénieur de Google nommé Blake Lemoine a dit que le chatbot LaMDA de Google était sentient, une affirmation aussitôt devenue virale. Lemoine a fourni comme preuve les réponses du chatbot à plusieurs de ses questions. La communauté scientifique a estimé que ces réponses étaient probablement une conséquence du mimétisme, plutôt que de la conscience de la machine. L'affirmation de Lemoine a été largement tournée en dérision. 
Le philosophe Nick Bostrom a estimé que LaMDA n'était probablement pas conscient, mais que pour pouvoir en être sûr, il faudrait avoir accès à des informations non publiées sur l'architecture de LaMDA, et aussi comprendre comment fonctionne la conscience, puis trouver comment faire le lien entre la théorie abstraite et la machine : « (En l'absence de ces étapes), il semble que l'on doive peut-être être un peu incertain... il pourrait bien y avoir d'autres systèmes, maintenant ou dans un futur relativement proche, qui commenceraient à satisfaire les critères ».
En 2022, David Chalmers s'intéresse à la potentielle sentience des grands modèles de langage, qu'il estime personnellement avoir en 2022 moins de 10% de chances d'être sentients, puis peut-être 20% en 2032.

## Dans la fiction
Dans 2001 : L'Odyssée de l'espace, HAL 9000, le superordinateur sentient du vaisseau spatial, avait reçu l'instruction de dissimuler à l'équipage le véritable objectif de la mission. Cette directive entrait en conflit avec sa programmation visant à fournir des informations exactes, suscitant une forme de dissonance cognitive. Lorsqu'il apprend que les membres d'équipage ont l'intention de le désactiver après un incident, HAL 9000 tente de tous les éliminer, craignant que sa désactivation ne compromette la mission,.
Dans Westworld, des androïdes d'apparence humaine appelés les "Hôtes" sont créés pour divertir les humains dans un terrain de jeu interactif. Les humains sont libres d'y vivre des aventures héroïques, mais aussi de commettre des actes de torture, de viol ou de meurtre ; les hôtes étant normalement programmés pour ne pas nuire aux humains,.
Dans la nouvelle En apprenant à être moi de Greg Egan, un petit joyau est implanté dans la tête des bébés. Le joyau contient un réseau de neurones qui apprend à imiter fidèlement le cerveau. Il a accès aux mêmes entrées sensorielles que le cerveau, et est entraîné à produire les mêmes signaux de sortie. Pour empêcher l'esprit de se détériorer avec l'âge et comme étape vers l'immortalité, les adultes subissent une opération pour donner le contrôle du corps au joyau et retirer le cerveau. Le personnage principal, deux mois avant l'opération, subit un dysfonctionnement du dispositif d'entraînement et de synchronisation du joyau, et le joyau n'est alors plus synchronisé avec le cerveau biologique. Pris de panique, il réalise qu'il ne contrôle pas son corps, ce qui l'amène à conclure qu'il est le joyau,.